# Калепина різнолиста
Калепина різнолиста (Calepina irregularis) — вид квіткових рослин родини капустяних (Brassicaceae). Представляє монотипний рід Calepina. Зустрічається в Середземномор'ї та південно-західній Азії до Ірану на сході.

## Біоморфологічна характеристика
Це однорічна чи дворічна рослина (10)20–80 см заввишки, у верхній частині часто гілляста, гола, трохи сиза, залистнена. Стебла розлого-висхідні. Прикореневі листки в розетці, на (2)10–35(60) мм ніжках, ліроподібно-перисті, (8)20–50(90) × (3)10–30 мм, основа звужена, стеблові листки довгасті чи яйцювато-ланцетні, охоплюють стебло, з гострими вушками, (10)20–70(80) × (4)10–20(30) мм, цілокраї чи зубчасті, верхівка від тупої до гострої. Суцвіття з прямим хребтом. Чашолистки довгасті чи яйцюваті, 1.2–2 × 0.5–1 мм. Пелюстки білі, (1.5)2–3 мм завдовжки, неоднакові, абаксіальна (низ) пара більша за адаксіальну. Стручечки еліптичної чи грушоподібної форми, 2.5–4(5) × 2–3 мм, різко звужені до конічної дзьобоподібної верхівки; поверхня зморшкувата, зі швом з обох боків, брудно блідо-коричнева. Насіння коричневе, 1.3–1.6 мм. 2n=14, 18, 42.

## Поширення
Росте на півдні Європи, на північному заході Африки, на заході Азії; інтродукований на північний захід Європи й схід США. Росте у степах, на сухих схилах, пустищах.
В Україні росте у степах, на сухих схилах, бур'янах в Криму (крім яйли), звичайно.